# Норман, Джош
Джош Норман (англ. Josh Norman; род. 15 декабря 1987, Гринвуд, Южная Каролина) — игрок в американский футбол, на позиции корнербека. Начинал профессиональную карьеру за команду «Каролина Пантерз». Позже - игрок «Сан-Франциско 49ers» в Национальной футбольной лиге. Являлся одним из лучших игроков на своей позиции. Стал настоящим открытием в сезоне 2015 и 2016.